# Cixius cunicularius
Cixius cunicularius är en insektsart som först beskrevs av Carl von Linné 1767.  Cixius cunicularius ingår i släktet Cixius, och familjen kilstritar. Arten är reproducerande i Sverige.

## Bildgalleri

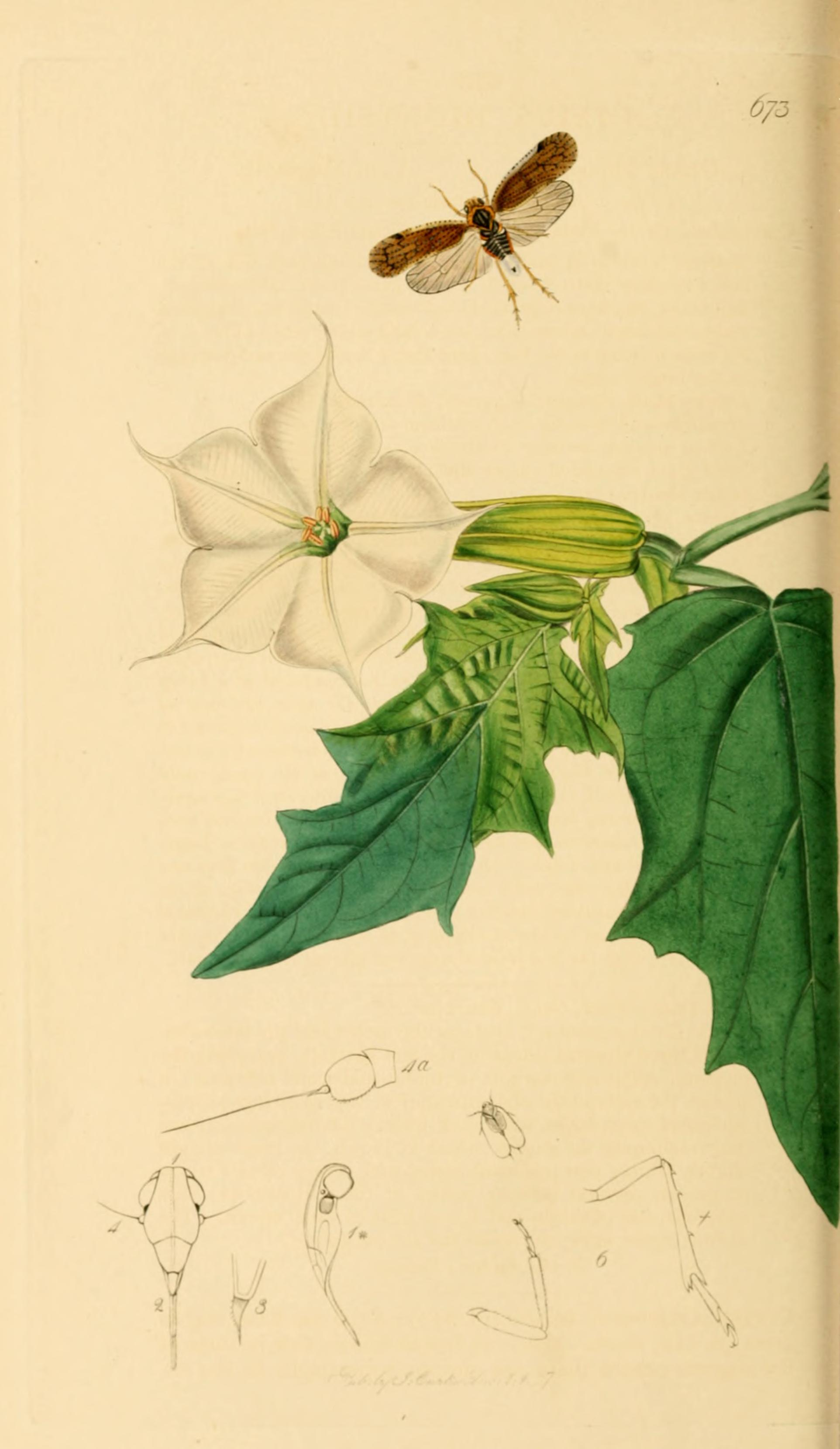